# Gerd Rosendahl
Gerd Rosendahl (* 8. September 1956) ist ein ehemaliger deutscher Handballnationalspieler und Unternehmer.

## Karriere
Gerd Rosendahl lernte das Handballspielen beim TV Oestrum (später VfL Rheinhausen). Nach der sehr erfolgreichen A-Jugendzeit beim VfL Rheinhausen wurde er vom OSC Rheinhausen abgeworben und spielte auch kurz dort, später holte ihn Bundestrainer Vlado Stenzel zum VfL Gummersbach und gewann mit dem VfL Gummersbach mehrere nationale und internationale Titel. 1984 wechselte er nach Wermelskirchen; 1986 spielte er dann wieder für den VfL Gummersbach.
Gerd Rosendahl war von 1976 bis 1983 Mitglied der deutschen Handballnationalmannschaft. Er war im Aufgebot der Nationalmannschaft, die 1978 Weltmeister wurde.
Bis 2008 war er auch Geschäftsführer bei dem Automobilzulieferer ISE.

## Auszeichnungen
1978 bekam er durch den damaligen Bundespräsidenten Karl Carstens das Silberne Lorbeerblatt als Auszeichnung für den in diesem Jahr gewonnenen Weltmeistertitel verliehen. Als dritter von insgesamt sechzehn VfL-Spielern bekam er 2006 das All-Star-Trikot des VfL Gummersbach überreicht.